# Тунисские хлебные бунты
Волнения 1983—1984 годов в Тунисе, они же Туни́сские хле́бные бу́нты (фр. émeutes du pain, араб. أحداث الخبز‎) — сопряжённые с проявлениями насилия демонстрации в Тунисе в декабре 1983 — январе 1984 гг., вызванные ростом цен на хлеб из-за навязанной МВФ программой экономии. Президент Хабиб Бургиба объявил режим чрезвычайной ситуации, и выступления были подавлены силой. Было убито около ста протестующих. Популярность режима была ослаблена, и тремя годами позднее произошёл переворот, в результате которого власть захватил Зин аль-Абидин Бен Али.

## Предпосылки
На 1983 год европейская экономика пребывала в стагнации, что оказало влияние на экономику Туниса, зависимого от европейского экспорта и туризма.
Правительство пыталось решить вопрос растущих бюджетных расходов, но рост цен на нефть в конце 1983 года усугубил ситуацию.
Президент Бургиба решил взять заемные средства Международного валютного фонда (МВФ).
Условием предоставления займа было сокращения государственных расходов, устранение валютного контроля, устранение защитных тарифов и девальвация валюты.
Правительство решило прекратить предоставление субсидий на пшеницу и манную крупу, которые были основными ингредиентами хлеба.
На тот момент субсидии на пищевые продукты отвечали за 3,1 % ВВП и 10 % государственного бюджета.
Решение было оглашено 29 декабря 1983 года и привело к немедленному росту цен на хлеб и муку.
Цены выросли более чем на 100 %.
Рост цен, первый за пятнадцать лет, напрямую повлиял на качество жизни бедного населения страны, 80 % продовольственного бюджета некоторых тунисских семей уходило на хлеб и манную крупу.
Отмена субсидий пришлась на период политической конфронтации. Росла популярность левых партий, а также исламистских движений, в то время как внутри политической элиты происходила конкуренция за место во власти в связи с ожиданием смерти или отставки стареющего президента.
Южные регионы страдали от засухи, которая привела к скудному урожаю. Многие мужчины с юга ушли на работы в прибрежные города Туниса или уезжали в качестве трудовых мигрантов в Ливию, испытывая трудности с поиском работы.
Незадолго до этого на юге проявилось открытое политическое противостояние с правительством, в котором правительство обвинило «обученных за рубежом подстрекателей», указывая на Ливию и Ливан.

## Ход событий
Первые выступления произошли в среду 29 декабря 1983 года в полупустынном регионе Нефзава на юге страны, в охваченных бедностью частях региона. Несмотря на то, что непосредственной причиной беспорядков был рост цен, глубинные причины включали рост социально-экономических проблем населения.
Имело место мнение, согласно которому выступления были подогреты недовольством исламистских группировок.
Большинство участников демонстраций были представителями молодых и бедных слоев населения, в том числе фермеры, сезонные работники и безработные.
Демонстрантов поддержали женщины, некоторые участвовали в выступлениях. В городке аль-Мабрука группа женщин-работниц текстильной фабрики промашировала в город, выкрикивая лозунги против роста цен.
К ним присоединились мужчины, студенты и даже дети, и толпа людей направилась к полицейскому участку, штаб-квартире партии, зданию администрации и штаб-квартире Национальной гвардии. Силы безопасности стали стрелять в протестующих, несколько человек погибло.
К воскресенью бунт распространился на промышленный центр Кассерин, а к понедельнику — на Гафсу и Габес.
Во вторник 3 января 1984 года в связи с распространением протестов на Тунис и Сфакс была объявлена чрезвычайная ситуация.
Протестующих поддержали студенты, объявившие забастовку в знак солидарности.
Демонстранты выходили на улицы, выкрикивая антиправительственные лозунги и нападая на символы властей под одобрительные возгласы наблюдавших из окон и с крыш людей. Они грабили и сжигали магазины, уничтожали дорожные знаки, нападали на автомобили и автобусы, а также на государственные учреждения.
Местные наблюдатели заявляли, что протестующие демонстрировали ярко негативные эмоции по отношению как к властям, так и богатому населению.
Они нападали на магазины люксовых товаров, выходили в богатые кварталы и поджигали люксовые автомобили.
Царило мнение, что источником богатства элиты были политические связи, а также что они разграбляли страну в личных целях.
Среди лозунгов исламистов был следующий: «Нет бога, кроме Аллаха, и Бургиба — враг его».
Был объявлен комендантский час с наступлением темноты, все школы были закрыты, а собрания более трёх людей в одном месте — запрещены. Было приостановлено движение автобусов, магазины и кафе были закрыты. Солдаты и отряды полиции специального назначения расположились на улицах и перекрёстках.
Бунтовщики бросали в полицейских камни, те отвечали слезоточивым газом.
Для подавления протестов использовались вертолёты. Порядок был восстановлен 5 января.
К этому времени более 150 протестующих были убиты.

## Последствия
Президент Бургиба объявил 6 января 1984 года, что рост цен на хлеб и муку отменяется. Он дал понять, что премьер-министр Мохаммед Мзали не получал разрешения на повышение цен.
Кризис подорвал позиции Мзали, которого рассматривали как возможного преемника Бургибы.
Премьер-министр временно перешёл на пост министра внутренних дел.

## Комментарии
1. ↑  Официальные данные гласят, что погибло 89 человек и 938 были ранены, 348 из которых — сотрудники сил безопасности. Тунисская лига защиты прав человека ('"`UNIQ--nowiki-00000036-QINU`"'англ. Tunisian Human Rights Defense League) оценивает число погибших в 110 человек'"`UNIQ--ref-00000038-QINU`"'. Согласно другим источникам, погибло более 150 человек'"`UNIQ--ref-0000003A-QINU`"''"`UNIQ--ref-0000003C-QINU`"'.